# Paul Schrier
Paul Schrier (ur. 1 czerwca 1970 w Las Vegas) – amerykański aktor. Popularność zdobył dzięki roli „Mięśniaka” w serialach z serii Power Rangers.
Ma 178 cm wzrostu.

## Wybrana filmografia

### Filmy
- 1995: Mighty Morphin Power Rangers: The Movie – Farkas „Bulk” Bulkmeier
- 1997: Turbo: A Power Rangers Movie – Farkas „Bulk” Bulkmeier

### Seriale
- 1993–1996: Mighty Morphin Power Rangers –
  - Farkas „Bulk” Bulkmeier,
  - Primator (głos),
  - Bratboy (głos)
- 1995: Gwiezdny Rycerz – Fire Bug (głos)
- 1995: Teknoman – Cain Carter/Teknoman Saber (głos)
- 1996: Power Rangers Zeo – Farkas „Bulk” Bulkmeier
- 1997: Power Rangers Turbo – Farkas „Bulk” Bulkmeier
- 1998: Power Rangers w kosmosie – Farkas „Bulk” Bulkmeier
- 1999: Power Rangers: Zagubiona galaktyka – Farkas „Bulk” Bulkmeier
- 2000: Power Rangers Lightspeed Rescue – Infinitor (głos)
- 2001: Power Rangers Time Force – Severax (głos)
- 2002: Power Rangers Wild Force – Farkas „Bulk” Bulkmeier
- 2011–2012: Power Rangers Samurai – Farkas „Bulk” Bulkmeier
- 2017–2018: Magiczne magiimiecze – Flonk (głos)